# Lastic (Puy-de-Dôme)
Lastic – miejscowość i gmina we Francji, w regionie Owernia-Rodan-Alpy, w departamencie Puy-de-Dôme.
Według danych na rok 1990 gminę zamieszkiwały 163 osoby, a gęstość zaludnienia wynosiła 9 osób/km² (wśród 1310 gmin Owernii Lastic plasuje się na 685. miejscu pod względem liczby ludności, natomiast pod względem powierzchni na miejscu 515.).